# Parakan Garokgek
Parakan Garokgek is een bestuurslaag in het regentschap Purwakarta van de provincie West-Java, Indonesië. Parakan Garokgek telt 3000 inwoners (volkstelling 2010).